# Scelio scyllinopsi
Scelio scyllinopsi är en stekelart som beskrevs av Dmitriy Alekseevich Ogloblin 1965. Scelio scyllinopsi ingår i släktet Scelio och familjen Scelionidae. Inga underarter finns listade i Catalogue of Life.